# Jan Brøgger
Jan Christian Brøgger, född den 13 januari 1936 i Paris, död den 28 februari 2006, var en norsk psykolog och socialantropolog, son till författaren Waldemar Christoffer Brøgger.
Brøgger tog examen som Cand.psychol. 1961 och blev dr.philos. 1970. Universitetsstipendiat vid universitetet i Bergen var han från 1964 till 1969, och konservator vid universitetet i Oslos etnografiska museum från 1969 till 1974. Han arbetade vid universitetet i Addis Abeba från 1970 till 1971. Brøgger blev professor i socialantropologi vid universitetet i Trondheim 1975, där han etablerade det som senare fick namnet Institutt for sosialantropologi. Han bedrev fältstudier i Italien, Etiopien, Sudan, Portugal, Malaysia och Brasilien.